# Nemzeti sugárút
A Nemzeti sugárút (2013) Jaroslav Rudiš novellája. A mű eredetileg a brnói Divadlo Feste 2012-ben előadott darabja volt. A főszereplő Vandam, akiről a filmbéli Jean-Claude Van Damme-ra lehet asszociálni. A cselekmény Prága Severní Město (Északi Város) nevű városrészében játszódik.

## Stílusa
A mű 19 számozott, rövid fejezetből áll, melyek között vannak pár mondatosak és pár oldalasak is. A szöveg Vandam monológja, melyet fiához intéz. Az egyetlen kivétel a 10. fejezet, melyet E/3-ban fogalmaz meg.

## Cselekmény
|  | Alább a cselekmény részletei következnek! |

Vandam egy harcos, aki jelenleg bádogfestésből él meg. Drogos volt, és ült már börtönben is. Lázba hozza a hadtörténet, és ebben a témakörben rengeteg könyvet összegyűjtött, de a legjobban a Teutoborgi erdőben vívott teutoburgi csata állt az érdeklődése középpontjában. Magát lovagnak képzeli, és ezért naponta 200 fekvőtámaszt nyom. A Severka kocsmában tölti az időt barátaival, (mint amilyen Mrazak), ahol néha megvéd valakit, ha „tanulnia kell az éetről”. Rövid kapcsolata volt a Luck pincérnőjével (ezt le is írta az egyik fejezetben). Büszke arra, hogy ő indította az első ütést a Národni ttříidán (magyarul a Nemzeti sugárúton) novemberben [1989]-ben, és így indította el a bársonyos forradalmat.
A könyv azzal fejeződik be, hogy jön egy ember, mert kölcsön adott korábban a kocsmárosnak, de Vandam megvédi. A verekedésben alul marad, a sérültet pedig két rendőr viszi el. A könyv végén Vandam monológjából kiderül, hogy tényleg ott volt a Nemzeti sugárúton a forradalomkor, de mint rendőr, és bár tényleg ő adta az első ütést, azt a demonstrálók között lévő bátyja kapta.
|  | Itt a vége a cselekmény részletezésének! |

## Magyarul
- Nemzeti sugárút. Magányos bunyósok klubja; ford. Flóra Peťovská, ill. Sosity Beáta; Typotex, Bp., 2017 (Typotex világirodalom)

## Színházi darab
A regényt 2017-ben színpadra vitték, és a Brémai Városi Színház Kisszínpadán bemutatták. A produkciót a cseh-német Theresa Wagnerová rendezte

## Film
A mű filmes adaptációja tervbe van véve, a jogokat a Negativ megvette. A film rendezője Štěpán Altrichter lehet.

## Recenziók
- Klára Kubíčková, iDNES.cz 2013. június 12.
- Pavel Mandys, iHNed.cz 2013. június 16.
- Jaroslav Soukup, iLiteratura.cz 2013. július 23.
- Pavel Kroulík, Respekt 2013. július 29.